# Resonanssträng
Resonanssträngar eller medljudande strängar används i många typer av musikinstrument, men i synnerhet stråkinstrument, för att ge instrumentet en särpräglad klang. Exempel på instrument med resonanssträngar är hardingfela, nyckelharpa och viola d'amore. Resonanssträngarna placeras oftast under de egentliga spelsträngarna, och vidrörs aldrig av stråken. Dessa strängar används således inte till utförandet av melodin, utan enbart för sin klang. När man på melodisträngen spelar den ton som resonanssträngen är stämd i så börjar den också vibrera, och förstärker därmed tonen. Se även resonans.
I artikeln om hardingfelan finns bl.a. exempel på olika stämningar av resonanssträngar.